# Pé de Serra
 (novembre 2010).
Pé de Serra est une municipalité de l'État brésilien de Bahia, située dans le sisal, microrégion de Serrinha. Elle a été émancipée le 20 mars 1985 et sa population actuelle, selon le recensement de l'IBGE en 2013, est de 14 478 habitants et sa superficie est de 558 km2.
La ville de Pé de Serra est située sur les pentes de la Sierra Leone, cependant, est entre les deux montagnes, dit que le Lion et de la Sierra Bugio[Quoi ?]. En plus de la zone urbaine du quartier général de la ville il y a aussi d'autres centres urbains qui sont peuplés.

## Histoire
Il est dit que vers 1745, trois frères portugais explorant une vaste région à la recherche de terres fertiles, ont campé près de la Riachão do Jacuípe à l'époque, une ferme d'élevage.
Une fois le travail d'exploration se poursuit, a conduit avec un chien qui a été perdu, réapparaissent jours plus tard au camp[Quoi ?]. Ils ont donné son eau et de nourriture. Surprenant pour tous les chiens ont mangé la nourriture offerte, mais de ne pas boire l'eau alors qu'il était de temps à sécher[Quoi ?].
Suspects, a commencé à le voir[Quoi ?]. Quelque temps plus tard, a vu le chien dans un bouquet de cravate, il est hors de tout mouillé. Ainsi a été découvert un minadouro, qui a donné le nom de "Brejo pied de la montagne". D'où l'origine du nom "Pé de Serra".
La ville a été émancipée à 20 mars 1985, le démembrement de Riachão de Jacuípe et avait l'apparence résultant de la création d'une ferme d'élevage.

## Tourisme

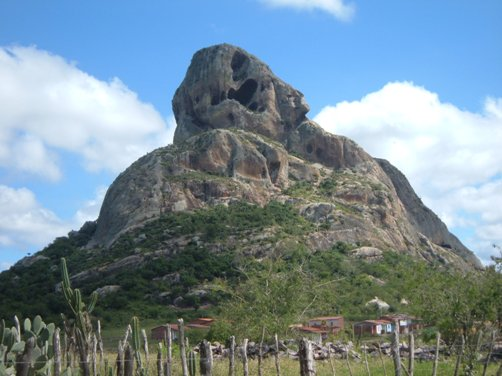
Sierra Leone.

Pas beaucoup de tourisme dans la Pé de Serra, toutefois, certaines activités culturelles qui attirent les visiteurs en provenance de certaines régions du pays, qui sont généralement des personnes qui vivent ou qui ont des parents dans la ville.
Plus tôt cette année, une fois sur 6 janvier est célébrée la fête des bergers et des agriculteurs, avec la participation massive de la population locale et les touristes, attirés par de nombreux spectacles de musique et bien d'autres aboio le charme de la cow-boy, les courses, les concours marche et des défilés. En mars, la célébration de l'anniversaire de la municipalité, il y a des visites par intérêt pour le désormais traditionnel et passionnant marathon, qui se produit civique parade.
À Pâques, la ville change. Les gens se rassemblent et la solidarité. Il existe une forte tradition de la hausse vendredi de la passion pour les croisières qui sont en Sierra Leone et de certains des collines entourant la ville. En outre, la hausse aussi bien en Sierra Leone, comme à Monte Belo, est un acte de beaucoup d'adrénaline et le contact avec la nature esuberante de bois de sciage. Ainsi, des centaines de personnes font de ce "pèlerinage" chaque année. Il est également de cette saison qui se produit habituellement au Pé de Serra Micareta, appelé "Pascareta.

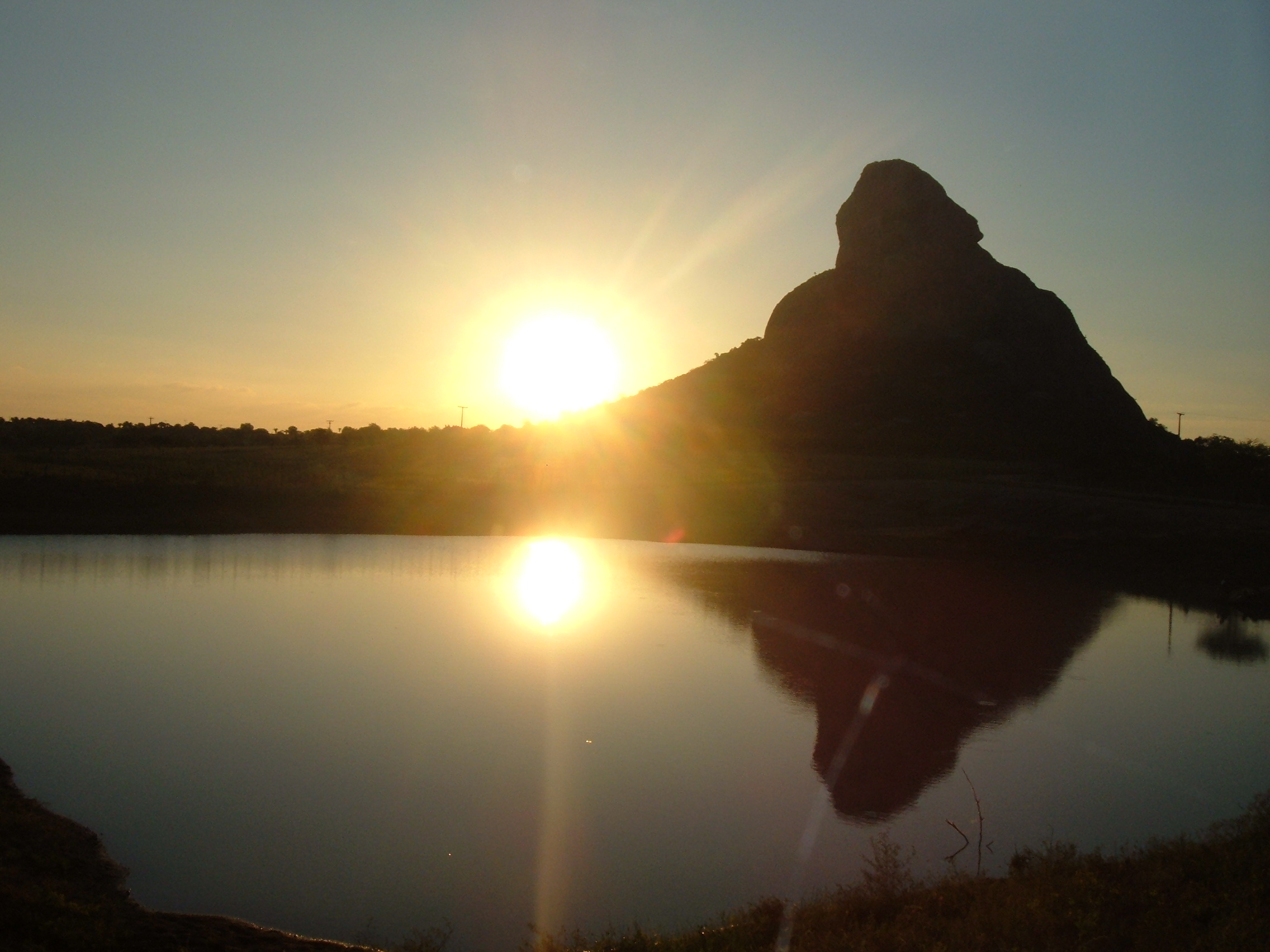
Coucher de soleil au Pé de Serra.

Le samedi de Pâques, l'après-midi, la fanfare de la fameuse de lavage[Quoi ?], de glisser un jubilante foule dans les rues, dansant au son de la samba-de-lavage, marchinhas de carnaval et d'autres mélodies. Pour la nuit, enfin, est la combustion de "Judas" sur la place publique. Ce spectacle est une attraction pour les touristes, ce n'est pas seulement un feu, une explosion de joie est motivée par la fascination de l'art des feux d'artifice. Mais avant de graver le Judas, il est la lecture de son testament, qui est une chronique des principaux événements et les personnages qui ont marqué la dernière année.
Les célébrations de Juin, toutefois, sont le principal événement culturel de la ville qui attire les touristes venus des quatre coins du pays. La commémoration Junina est attendue par beaucoup avec une grande espérance, car il s'agit d'une date à laquelle l'esprit de la ville est engradece, la joie et la détente prend beaucoup de gens qui dansent forró "pied de collines et de profiter de la cuisine typique. La place principale de la ville est de petite taille.